# Центральная Кордильера (Колумбия)
Центральная Кордильера (исп. Cordillera Central) — самое высокое из трёх главных ответвлений горных хребтов колумбийских Анд. Хребет тянется с юга на север от Колумбийского массива в департаменте Каука до Серраньи-де-Сан-Лукас в департаменте Боливар. Высочайшей вершиной хребта (5390 м) является Невадо-дель-Уила.

## География
Хребет ограничен рекой Каука с запада и рекой Магдалена с востока.

### Высочайшие вершины
- Невадо-дель-Уила — 5390 метров — Каука, Уила и Толима
- Невадо-дель-Руис — 5311 метров — Кальдас и Толима
- Невадо-дель-Толима — 5215 метров — Толима
- Вулкан Санта-Исабель — 5100 метров — Рисаральда, Толима и Кальдас
- Невадо-дель-Киндио — 4760 метров — Киндио, Толима и Рисаральда
- Серро-Пан-де-Асукар — 4670 метров — Каука и Уила
- Пурасе — 4646 метров — Каука и Уила

## Охраняемые природные зоны
- Национальный парк Лос-Невадос
- Национальный парк Невадо-дель-Уила
- Национальный парк Пурасе
- Национальный парк Лас-Эрмосас
- Национальный парк Сельва-де-Флоренсия
- Природный заповедник Отун Кимбая
- Природный заповедник Серрания-де-лас-Минас — планируется

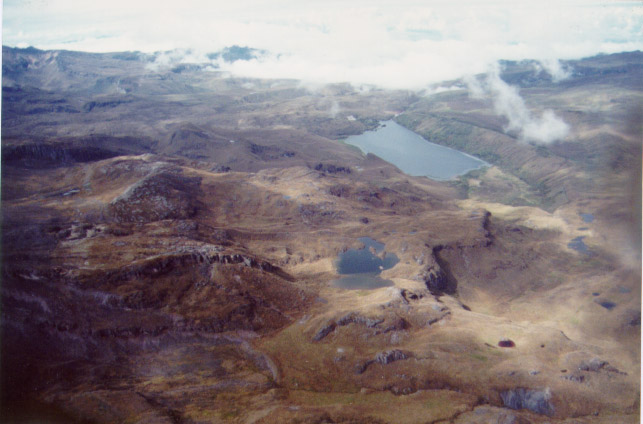
Озеро Отун